# Tailândia
Tailândia este un oraș în Pará (PA), Brazilia.